# 道琼斯公司
道琼斯公司（英語：Dow Jones & Company）為美国著名的出版财经資訊出版品的公司，该公司于1882年由记者查尔斯·道、爱德华·琼斯和查尔斯·伯格斯特雷瑟創立。如同《纽约时报》和《华盛顿邮报》一样，该公司虽然是公共交易，但是被母公司新聞集團私营管理。公司由班克罗夫特家族领导，其家族拥有64％有效投票股。
鲁伯特·默多克控股的新闻集团於2007年以56亿美元出資買下道琼斯公司。然而此收購案還衍生出了案外案道琼斯内幕交易案，其中之一道瓊董事利用職權預知此收購內線，透漏給自己友人，預先買入股票獲利800萬美元。

## 印刷出版业
道琼斯公司的旗舰出版物：
- 华尔街日报，是一份覆盖报道美国和国际经济新闻及投资、即時資訊的日刊报纸。于1889年7月8号首次发行，其他版本的华尔街日报包括：
  - 华尔街日报亚洲版覆盖亚洲的经济新闻；
  - 华尔街日报欧洲版覆盖欧洲的经济新闻；
  - 华尔街日报特别版在拉丁美洲享有声望，翻译包含当地报纸的文章，而且是分别发行的。
  - 亞洲華爾街日報，總部設於香港。
- 巴伦周刊
- 远东经济评论
- 贝滕财经新闻
- 奥特维报业
  - STOXX（33%）
  - Vedomosti（33%）
  - 财智月刊
- TimesLedger报业

## 电子出版业
道琼斯电子出版公司除了网上编辑这些出版物還拥有几家网站。例如：
- CareerJournal.com和CollegeJournal.com促进就业的人力網站
- OpinionJournal.com有华尔街日报特色的政治保守派的社论
- StartupJournal.com和RealEstateJournal.com经济方面的評論
- Factiva，一个提供新闻和经济信息的网站，网站是道琼斯公司和路透社共同拥有的，直到2006年10月其同意买断英国公司手中50%的股份。
- Marketwatch.com - 财经新闻和信息网站

## 外部連結
- 道瓊公司（英文）